# El Refugio, Salvatierra
El Refugio är en ort i Mexiko.   Den ligger i kommunen Salvatierra och delstaten Guanajuato, i den centrala delen av landet, 200 km väster om huvudstaden Mexico City. El Refugio ligger 1 847 meter över havet och antalet invånare är 193.
Terrängen runt El Refugio är huvudsakligen kuperad, men åt sydost är den platt. Runt El Refugio är det ganska tätbefolkat, med 155 invånare per kvadratkilometer. Närmaste större samhälle är Acámbaro, 18,3 km sydost om El Refugio. I omgivningarna runt El Refugio växer huvudsakligen savannskog.